# Bandalag jafnaðarmanna
Die Bandalag jafnaðarmanna (deut. etwa Sozialdemokratische Union) war eine isländische Partei.
Sie wurde 1983 von dem zuvor aus der Sozialdemokratischen Partei Islands (Alþýðuflokkurinn) ausgetretenen ehemaligen Minister für Justiz, Religion und Bildung Vilmundur Gylfason gegründet. Bei den Parlamentswahlen am 23. April 1983 zog die Partei mit vier Abgeordneten ins Althing ein. Am 19. Juni 1983 beging der Gründer Vilmundur Gylfason Suizid.
Bei den Wahlen am 25. April 1987 gewann Bandalag jafnaðarmanna kein Mandat mehr, noch im selben Jahr gab die die Partei ihre Auflösung bekannt.